# 9436 Shudo
9436 Shudo este un asteroid din centura principală de asteroizi.

## Descriere
9436 Shudo este un asteroid din centura principală de asteroizi. A fost descoperit pe 01 martie 1997 la Oizumi de Takao Kobayashi. Asteroidul prezintă o orbită caracterizată de o semiaxă mare de 2,45 ua, o excentricitate de 0,15 și o înclinație de 3,6° în raport cu ecliptica.